# آدام دیویس (بازیکن فوتبال، زاده ۱۹۹۲)
آدام دیویس (انگلیسی: Adam Davies؛ زادهٔ ۱۷ ژوئیهٔ ۱۹۹۲) بازیکن فوتبال اهل بریتانیا است.
از باشگاه‌هایی که در آن بازی کرده‌است می‌توان به باشگاه فوتبال بارنزلی و باشگاه فوتبال شفیلد ونزدی اشاره کرد.